# Désirée Artôt

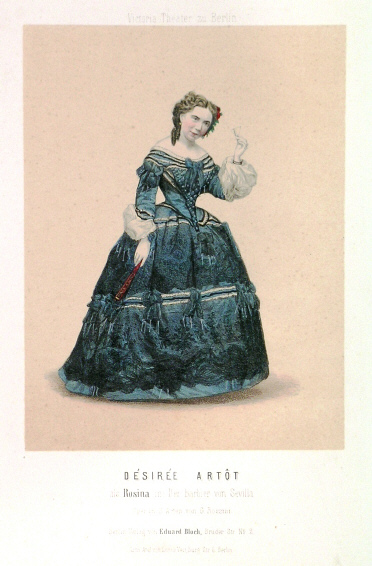
Désirée Artôt als Rosina omstreeks 1860

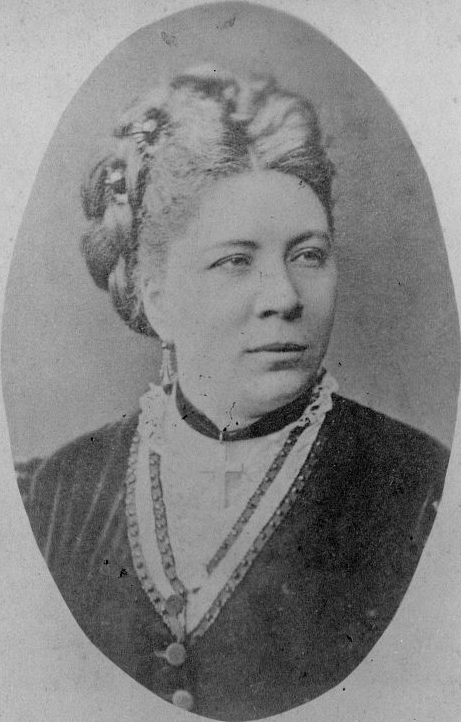
Désirée Artôt op latere leeftijd

Marguerite Joséphine Désirée Montagney Artôt (beter bekend als Désirée Artôt en na haar huwelijk ook bekend als Désirée Artôt de Padilla of Désirée Artôt-Padilla) (Parijs, 21 juli 1835 - Berlijn, 3 april 1907) was een Belgisch-Franse operazangeres. Aanvankelijk geschoold als mezzosopraan zong ze later vooral sopraanrollen in opera's van voornamelijk Italiaanse componisten. In 1868 had ze een kortstondige relatie met componist Pjotr Iljitsj Tsjaikovski.

## Levensloop
Zij werd geboren als telg van de muzikale familie Montagney die zich Artôt liet noemen. Haar grootvader, Maurice Montagney dit Artôt (1772-1829), was eerste hoornist van het orkest van de Brusselse Muntschouwburg. Ook haar vader Jean Désiré Artôt was hoornist bij de Muntschouwburg en muziekleraar aan het Conservatorium van Brussel terwijl haar oom Joseph een violist was.
Artôt, die in Parijs werd geboren, groeide op in de Belgische hoofdstad en kreeg haar eerste muzieklessen binnen de eigen familie. Het was pas vrij laat dat zij zangles begon te volgen bij de Franse mezzosopraan Pauline Viardot-García. Viardot beschouwde haar als een eigen kind en ze verbleef er gedurende een periode van twee jaar.
Haar eerste concerten gaf Artôt in 1857 in Brussel waar ze werd opgemerkt door Giacomo Meyerbeer. Hij gaf haar de rol van Fidès in zijn opera Le Prophète in de Opera van Parijs waar ze haar debuut maakte in februari 1858. Zij kreeg positieve kritieken, onder meer van Hector Berlioz en zong daarna nog de rollen van Sappho in de gelijknamige opera Sappho van Charles Gounod, Valentine in Les Huguenots van Meyerbeer en Rachel in La Juive van Jacques Fromental Halévy. Daarna zette ze haar contract bij de Parijse opera stop en richtte zich volledig op het Italiaanse repertoire. Vervolgens gaf ze concerten in België, Nederland en Engeland.
Toen haar stem voldoende sterk was om sopraanrollen te kunnen zingen, trok ze naar het Berlijnse Victoria-Theater waar ze haar grootste successen zou kennen. Ze zong er al bij de opening van het theater in 1859 en zong er rollen in onder meer De barbier van Sevilla (Rosina) en La Cenerentola (Angelina) van Gioachino Rossini evenals Il trovatore (Leonora) en Rigoletto (Maddalena) van Giuseppe Verdi. Ze zong eveneens in Londen, zowel in Her Majesty's Theatre (1863) als in het Royal Opera House (1864). Bekende rollen die zij er zong waren onder meer deze van Adalgisa in Norma van Vincenzo Bellini en Maria in La figlia del reggimento van Gaetano Donizetti.
Als lid van een Italiaanse operagezelschap toerde ze nadien door Europa en zong ze in Polen, Hongarije, Duitsland en Rusland. In september 1869 huwde ze met de 7 jaar jongere Spaanse bariton Mariano Padilla y Ramos die tot hetzelfde gezelschap behoorde. Met hem toerde ze door Duitsland, Oostenrijk en Rusland. Op de 90ste verjaardag van keizer Wilhelm I zongen ze in het keizerlijke paleis waar ze scenes vertolkten uit Don Giovanni van Wolfgang Amadeus Mozart, honderd jaar nadat de opera in première was gegaan.
In 1889 stopte Artôt haar zangcarrière en ze keerde terug naar Parijs waar ze zich volledig richtte op het geven van zanglessen. Tot haar belangrijkste leerlingen behoorden haar dochter Lola Artôt de Padilla, Mally Lammers, Dagmar Lund, Eva Nansen, Hildur Fjord, Kitty Fischer, Dagmar Möller, Olivia Dahl, Bergliot Ibsen en Irene von Chavanne.
Zij stierf op 71-jarige leeftijd in Berlijn.

## Pjotr Iljitsj Tsjaikovski
Tijdens een concert in de Russische hoofdstad Moskou in 1868 ontmoette ze de jonge componist Pjotr Iljitsj Tsjaikovski op wie ze verliefd werd. Tsjaikovski was haar avances niet ongenegen (vooral om haar stem en haar voorkomen) en op het einde van het jaar werd er zelfs een huwelijk overwogen hoewel ze nog niet officieel verloofd waren. Artôt diende haar concerttournee verder te zetten met een reeks concerten in Warschau en er werd afgesproken om elkaar in mei van 1869 voor langere tijd te ontmoeten in Parijs. Op dat ogenblik was de relatie reeds afgesprongen en was Artôt al verloofd met Padilla met wie ze enkele maanden later zou huwen. Voordien, omstreeks 1861, was ze al een tijdje verloofd geweest met de uit Wales afkomstige harpist John Thomas.
Het was pas in 1887 dat Tsjaikovski en Artôt elkaar opnieuw ontmoetten in Berlijn. Ze bleef de enige vrouw tot wie de homoseksuele componist zich aangetrokken voelde. Artôt en Tsjaikovski begonnen vanaf dan te corresponderen en hiervan zijn in totaal 14 brieven bewaard gebleven.
Tsjaikovski droeg twee van zijn composities aan haar op: het Romance in F minor, op. 5, voor piano uit 1868 en Zes liederen, op. 65, voor piano en zang uit 1888.